# Sara Fantini
Sara Fantini, née le 16 septembre 1997 à Fidenza, est une athlète italienne spécialiste du lancer du marteau.

## Biographie
Médaillée de bronze lors des championnats d'Europe espoirs 2019 et des championnats d'Europe par équipes 2021, elle atteint la finale des Jeux olympiques de Tokyo et se classe à la 12e place. 
En 2022, Sara Fantini se classe troisième de la coupe d'Europe des lancers à Leiria. 
Ensuite elle bat trois fois le record d'Italie, que détenait Ester Balassini depuis 2005 avec 73,59 m, pour le porter à 75,77 m le 18 juin 2022 à Madrid. En fin de saison elle remporte la médaille de bronze lors des championnats d'Europe de Munich.
En 2024 elle devient championne d'Europe à Rome grâce à un lancer à 74,18 m, devançant la Polonaise Anita Wlodarczyk.

## Palmarès
| Date | Compétition                       | Lieu     | Résultat | Temps   |
| ---- | --------------------------------- | -------- | -------- | ------- |
| 2019 | Championnats d'Europe espoirs     | Gävle    | 3e       | 68,35 m |
| 2021 | Championnats d'Europe par équipes | Chorzów  | 3e       | 70,31 m |
| 2021 | Jeux olympiques                   | Tokyo    | 12e      | 69,10 m |
| 2022 | Coupe d'Europe des lancers        | Leiria   | 3e       | 69,60 m |
| 2022 | Championnats du monde             | Eugene   | 4e       | 73,18 m |
| 2022 | Championnats d'Europe             | Munich   | 3e       | 71,58 m |
| 2023 | Coupe d'Europe des lancers        | Leiria   | 1re      | 73,26 m |
| 2023 | Jeux européens                    | Chorzów  | 1re      | 73,26 m |
| 2023 | Championnats du monde             | Budapest | 6e       | 73,85 m |
| 2024 | Coupe d'Europe des lancers        | Leiria   | 3e       | 70,58 m |
| 2024 | Championnats d'Europe             | Rome     | 1re      | 74,18 m |
| 2024 | Jeux olympiques                   | Paris    | 12e      | 69,58 m |

## Records
| Épreuve           | Temps   | Lieu   | Date         |
| ----------------- | ------- | ------ | ------------ |
| Lancer du marteau | 75,77 m | Madrid | 18 juin 2022 |